# Idioma yapés
El idioma yapés es una lengua austronesia, hablada por el pueblo yapés en los Estados Federados de Micronesia. Forma parte del subgrupo de las lenguas oceánicas. Constituye uno de los cinco idiomas oficiales del estado de Yap, conjuntamente con el inglés, el ulithiano, el woleaiano y el satawalés.

## Fonología
El yapés distingue entre vocales cortas y largas, consonantes eyectivas y pulmónicas, consonantes glotalizadas y no glotalizadas, y es una de las pocas lenguas que poseen fricativas eyectivas. 

### Vocales
|               | Anterior      | Anterior   | Anterior   | Anterior      | Posterior     | Posterior  | Posterior  | Posterior |
| No redondeada | No redondeada | Redondeada | Redondeada | No redondeada | No redondeada | Redondeada | Redondeada |           |
| Corta         | Larga         | Corta      | Larga      | Corta         | Larga         | Corta      | Larga      |           |
| ------------- | ------------- | ---------- | ---------- | ------------- | ------------- | ---------- | ---------- | --------- |
| Posterior     | ɪ             | iː         |            |               |               |            | ʊ          | ʊː        |
| Media         | ɛ             | eː         | œ          | œː            | ʌ             |            | ɔ          | ɔː        |
| Casi abierta  | æ             | æː         |            |               |               |            |            |           |
| Abierta       | a             | aː         |            |               |               | ɑː         |            |           |

### Consonantes
|                   |             | Labial | Dental | Alveolar | Postalveolar | Palatal | Velar | Glotal |
| ----------------- | ----------- | ------ | ------ | -------- | ------------ | ------- | ----- | ------ |
| Nasal             | Estándar    | m      |        | n        |              |         | ŋ     |        |
| Nasal             | Glotalizada | mˀ     |        | nˀ       |              |         | ŋˀ    |        |
| Oclusiva          | Estándar    | p      |        | t        |              |         | k     | ʔ      |
| Oclusiva          | Eyectiva    | pʼ     |        | tʼ       |              |         | kʼ    | ʔ      |
| Fricativa         | Sorda       | f      | θ      | s        | ʃ            |         | x     | h      |
| Fricativa         | Sonora      | β      | ð      |          |              |         |       |        |
| Fricativa         | Eyectiva    | fʼ     | θʼ     |          |              |         |       |        |
| Aproximante       | Estándar    |        |        | l        |              | j       | w     |        |
| Aproximante       | Glotalizada |        |        | lˀ       |              | jˀ      | wˀ    |        |
| Vibrante múltiple | Estándar    |        |        | r        |              |         |       |        |